# Up at the Lake
Up at the Lake è l'ottavo album in studio del gruppo musicale britannico di rock alternativo The Charlatans, pubblicato nel 2004.

## Tracce
1. Up at the Lake – 3:45
2. Feel the Pressure – 3:35
3. As I Watch You in Disbelief – 3:48
4. Cry Yourself to Sleep – 4:25
5. Bona Fide Treasure – 3:24
6. High Up Your Tree – 4:01
7. Blue for You – 3:56
8. I'll Sing a Hymn (You Came to Me) – 2:43
9. Loving You Is Easy – 5:00
10. Try Again Today – 3:42
11. Apples and Oranges – 4:20
12. Dead Love – 2:21

## Formazione
- Tim Burgess - voce, armonica, piano
- Mark Collins - chitarre
- Tony Rogers - mellotron, organo, piano, cori, voce (in Loving You Is Easy)
- Martin Blunt - basso
- Jon Brookes - batteria